# Hambrock (Uelzen)
Hambrock ist ein Ortsteil der Hansestadt Uelzen im niedersächsischen Landkreis Uelzen.

## Geografie und Verkehrsanbindung
Der Ort liegt südlich des Kernbereichs von Uelzen.
Der Elbe-Seitenkanal fließt östlich.
Die B 4 (= B 191) verläuft östlich und südlich.

## Religion
Die Protestanten des Ortes gehören zur evangelisch-lutherischen Kirchengemeinde St. Marien.

## Söhne und Töchter
- Rebecca Harms (* 1956), Politikerin (Bündnis 90/Die Grünen)